# De ongelooflijke reis
De ongelooflijke reis is een Amerikaanse komische avonturenfilm uit 1993 en een remake van de film The Incredible Journey uit 1963, die gebaseerd was op de gelijknamige roman uit 1961 van Sheila Burnford. De film werd geregisseerd door Duwayne Dunham en was zijn debuut als regisseur van een speelfilm, met de stemmen van Michael J. Fox (Lucky), Sally Field (Cissy) en Don Ameche (Shadow). De film werd uitgebracht op 3 februari 1993. De film bracht wereldwijd 57 miljoen dollar op en werd in 1996 gevolgd door het vervolg Homeward Bound II: Lost in San Francisco. Deze film is opgedragen aan producent Franklin R. Levy, die overleed tijdens de productie, en aan Ben Ami Agmon. Het was tevens ook de laatste film met bijdrage Don Ameche.